# Charles Baker (peintre)
Pour les articles homonymes, voir Baker.
Charles Baker (1818-1888) est un peintre paysagiste américain.

## Biographie
Il exerce également comme sellier, armurier, importateur et artisan spécialisé dans l'argenterie plaquée. Baker expose à l'Académie américaine des beaux-arts de 1839 à 1873, ainsi qu'à l'American Art-Union (en) en 1847. Il est l'un des fondateurs de l'Art Students League of New York

## Œuvre

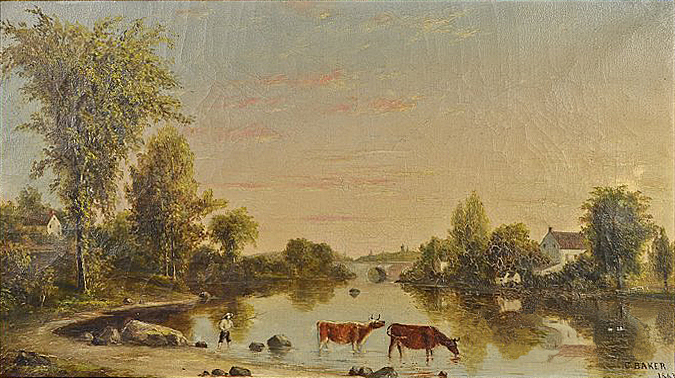
River Landscape with Cattle (1863)

Charles Baker travaille à New York au début du mouvement de la Hudson River School. Il réalise des paysages idylliques représentant la nature sauvage de l'Amérique des débuts. Il apprécie particulièrement peindre les vues pittoresques des Montagnes Blanches dans le New Hampshire.
Il est fortement influencé par les œuvres de Thomas Cole et peint dans un style romantique clairement lié à l'esthétique de ce dernier.

## Source
- (en) Cet article est partiellement ou en totalité issu de l’article de Wikipédia en anglais intitulé « Charles Baker (artist) » (voir la liste des auteurs).